# История Нагорно-Карабахской Республики
Наго́рно-Караба́хская Республика — существовавшее с 1991 по 2023 годы непризнанное государство в Закавказье.

## Хронология

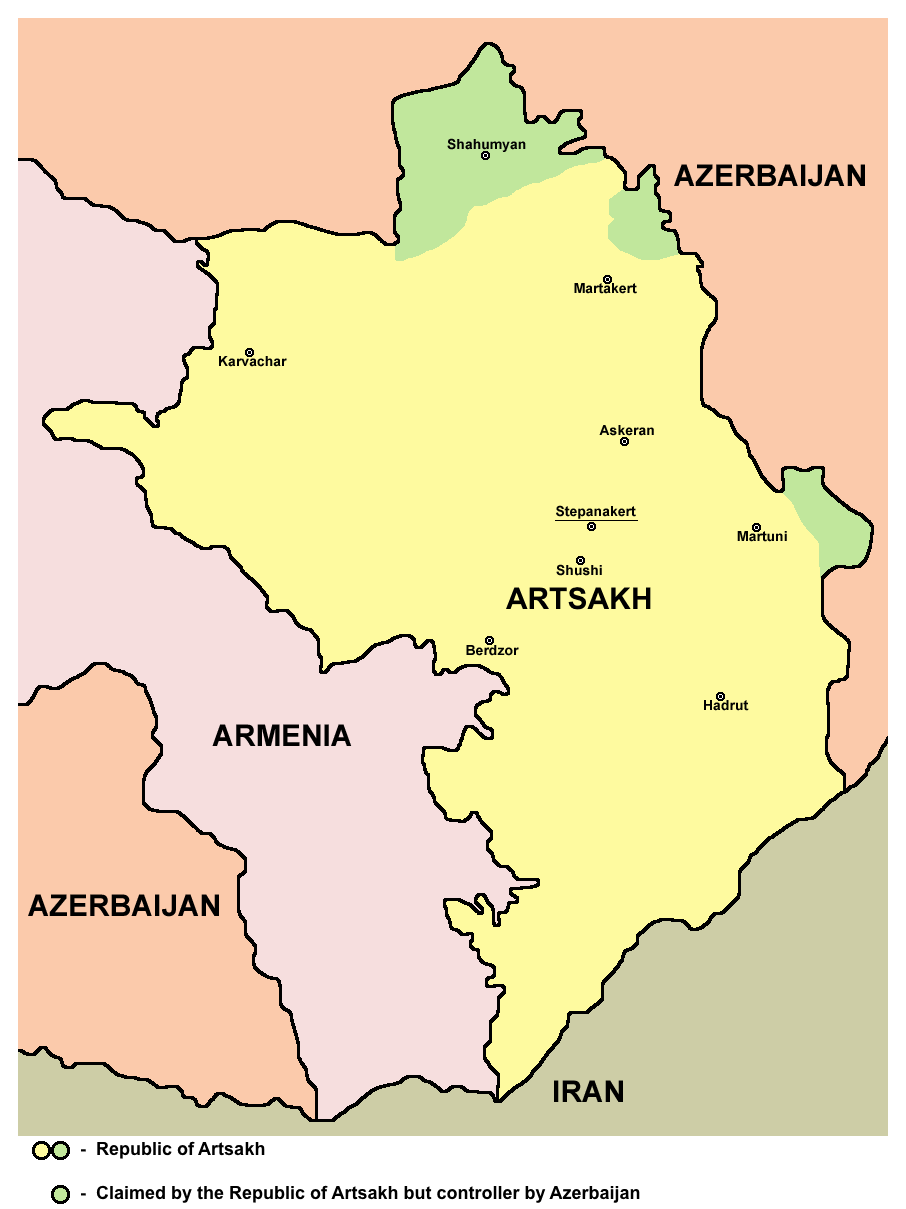

- 20 февраля 1988 года облсовет Нагорно-Карабахской Автономной области (НКАО) Азербайджанской ССР обратился к Верховным Советам Армянской ССР, Азербайджанской ССР и СССР с просьбой о присоединении НКАО к Армянской ССР.
- 27—29 февраля 1988 года в городе Сумгаите Азербайджанской ССР (в 35 км к северу от Баку, на берегу Каспийского моря) вспыхнула межнациональная резня, в результате которой погибло 26 армян, и были изгнаны из города 18 000 армян (из населения города в 250 000 чел.).
- 2 сентября 1991 года на совместной сессии Нагорно-Карабахского областного и Шаумяновского районного Советов народных депутатов было провозглашено образование Нагорно-Карабахской Республики (НКР) в составе СССР в границах Нагорно-Карабахской автономной области и Шаумяновского района, населённых преимущественно армянами. Чуть позже в состав Нагорно-Карабахской Республики была включена небольшая часть Ханларского района (так называемый «Геташенский подрайон»).
- 10 декабря 1991 года был проведён референдум о независимости Нагорно-Карабахской Республики.
- 28 декабря 1991 года были проведены парламентские выборы, по результатам которых было сформировано первое правительство.
- Осенью 1991 года разгорается вооружённый конфликт, в ходе которого Азербайджан устанавливает контроль над территориями к северу от Муровдагского хребта и частью Мартакертского и Мартунинского районов НКР. Под контролем НКР после подписания в мае 1994 года соглашения о прекращении огня[1] осталась бо́льшая часть территории, заявленной в 1991 году, а также занятые в ходе конфликта Кельбаджарский, Лачинский, Кубатлинский, Джебраильский, Зангеланский и части Агдамского и Физулинского районов Азербайджана (пояс безопасности). Впоследствии в статье 142 Конституции НКР было указано, что «до восстановления целостности государственной территории Нагорно-Карабахской Республики и уточнения границ публичная власть осуществляется на территории, фактически находящейся под юрисдикцией Нагорно-Карабахской Республики»[2].
- 22 декабря 1994 — Парламент НКР избрал Роберта Кочаряна первым Президентом НКР.
- 24 ноября 1996 — Кочарян избран Президентом НКР всеобщим голосованием.
- 1 сентября 1997 — на внеочередных выборах президентом НКР был избран Аркадий Гукасян.
- 7 сентября 2007 — третьим президентом НКР становится Бако Саакян.
- Февраль 2017 года — согласно новой конституции республики вводится новое официальное название — Республика Арцах, при этом название Нагорно-Карабахская Республика остаётся как тождественное.
- 21 мая 2020 года — президентом НКР стал Араик Арутюнян.
- 27 сентября 2020 года в Карабахе возобновились боевые действия. Конфликт высокой интенсивности между вооружёнными силами Азербайджана и вооружёнными формированиями НКР и Армении, стал самым масштабным, продолжительным и кровопролитным с момента окончания Карабахской войны в 1994 году. Согласно официальным заявлениям Азербайджанской стороны, во время войны Азербайджан взял под свой контроль 5 городов, 4 посёлка и 240 сёл[3] и всю азербайджано-иранскую границу. На северном участке азербайджанская армия вернула под свой контроль ряд стратегических высот и населённых пунктов[4][5][6][7]. На юге азербайджанская армия вернула под полный контроль город Шушу.
- 10 ноября 2020 года между Азербайджаном, Арменией и Россией было подписано трёхстороннее заявление. По условиям заявления Азербайджан и Армения остановились на занятых позициях, были прекращены возобновившиеся боевые действия, Армения вернула Азербайджану Агдамский, Кельбаджарский и Лачинский районы, на линии соприкосновения в Нагорном Карабахе и вдоль Лачинского коридора был развёрнут российский миротворческий контингент. По словам президента России Владимира Путина, он намерен в нынешнем соглашении «создать условия для долгосрочного урегулирования»[8].
- 19 сентября 2023 года Министерство обороны Азербайджана объявило о начале «антитеррористических мероприятий» на территории НКР для восстановления конституционного строя. За сутки боёв Армия обороны НКР потеряла около 1000 человек личного состава, Вооружённые силы Азербайджана потеряли 300—500 человек личного состава[9]
- 20 сентября 2023 года Минобороны объявило о капитуляции перед Азербайджаном и полном прекращении боевых действий с 13:00 по Баку. Остатки Армии обороны НКР должны быть расформированы, а техника вывезена с территории боевых действий и утилизирована. 21 сентября 2023 года должны пройти переговоры между представителями местного армянского населения в НКР и президентом Азербайджана Ильхамом Алиевым.
- 28 сентября 2023 года глава Нагорного Карабаха Самвел Шахраманян подписал указ о прекращении существования Республики Нагорный Карабах с 1 января 2024 года[10].
- 1 января 2024 года республика в соответствии с указом Шахраманяна прекратила существование[11].